# Lázár István (író)
Csíkbarczfalvi és gamási Lázár István (Gyergyószentmiklós, 1881. augusztus 6. – Budapest, 1936. május 28.) magyar író, költő, forgatókönyvíró.

## Életrajza
Lázár István 1881. augusztus 6-án született Erdélyben, Gyergyószentmiklóson. Az erdélyi Örmény nemesi Lázár család leszármazottja.
Jogot végzett a budapesti egyetemen, majd a rendőrség szolgálatába lépett. A Magyar Világ c. irodalmi és kritikai képes folyóiratot szerkesztette, amelynek Babits Mihály, Kosztolányi Dezső és Móricz Zsigmond is munkatársa volt. 1922-től tagja volt a Petőfi Társaságnak is. Kémtörténeteket, háborús regényeket, kalandos utópiákat, némafilm-forgatókönyveket írt. Írásai többnyire a Pesti Hírlapban jelentek meg.
Egy időben az ókori keleten, a Biblia országaiban, a pogány magyar világban játszódó konzervatív stílusú és előadású regényei is népszerűek voltak.

## Főbb munkái

### Regényei
- Dalok egy aranyhajú leányról (versek, Budapest, 1903)
- Sátán (regény, Budapest, 1910)
- Vihar (regény, Budapest, 1910)
- A kém (regény, Budapest, 1917)[6]
- A levélszekrény (Budapest, 1918)
- Hunor és Magor (regény, Budapest, 1918)
- A vörös számum (regény, Budapest, 1920)
- A Nílus rózsája (regény, Budapest, 1927)[7]
- Aranykapuk városa, Az elsüllyedt Atlantis regénye (Budapest, 1927)
- Szent Gellért (regény, Budapest, 1930)
- Omlik az udvarház (erdélyi emlékek, Budapest, 1931)
- A papagáj (regény, Légrádi Testvérek kiadása)
- A múmia (Tolnai Nyomdai Műintézet és Kiadóvállalat R. T. Budapest)

### Forgatókönyvei
- Makkhetes (1916)
- Nőstényfarkas (1918
- Karenina Anna (1918)
- A nap lelke (1920–1921)
- A rög (1920)
- Szép Ilonka (1920)*
- Gyimesi vadvirág (1921)
- Mária nővér (néma változat, 1929)